# Joachim Johann Friedrich Bünsow
Joachim Johann Friedrich Bünsow, född den 7 augusti 1789 i Kiel, död den 22 augusti 1873 på samma ort, var en tysk porträttmålare och teckningslärare.
Bünsow var son till målaren Christian Friedrich Joachim Bünsow, bror till Ludwig Johann Christian Bünsow och far till Fredrik Bünsow.